# Partit de la Pau i la Democràcia
El Partit de la Pau i la Democràcia (Barış ve Demokrasi Partisi, BDP) fou un partit polític de Turquia entre 2008-2014. Es va fundar el 2008 (quan es va iniciar el procediment contra el Partit de la Societat Democràtica o DTP) i el 2009 va substituir al DTP que fou il·legalitzat l'11 de desembre del 2009 per connexions amb el Partit dels Treballadors del Kurdistan (PKK) i per atemptar contra la indissoluble unitat de l'estat. Era el setè partit kurd que iniciava activitats després de la il·legalització dels anteriors:
- Partit Popular Laborista (HEP)
- Partit de la Democràcia DEP (conegut també com a Partit de la Democràcia i la Igualtat)
- Partit de la Llibertat i la Democràcia del Kurdistan (PADEK o ÖZDEP)
- Partit de la Democràcia del Poble (HADEP)
- Partit Democràtic Popular (DEHAP)
- Partit de la Societat Democràtica (DTP)

El DTP tenia 21 diputats a l'Assemblea Nacional, i si bé dos van perdre els drets polítics, 19 van poder seguir en el càrrec (sense grup parlamentari que requeria 20 membres) passant al BDP. A les eleccions del 2011 va obtenir 29 escons.

## Bandera
Diverses fotografies mostren no menys de set variants de la bandera. Cinc són banderes verticals (encara que de vegades lluïdes en posició horitzontal simplement girant-la):
- Bandera groga amb el segell amb lletres i cercle negre
- Bandera groga amb el segell amb lletres i cercle vermell
- Bandera verda amb el segell amb lletres i cercle negre dins d'un cercle groc. Aquesta bandera és forcada
- Bandera groga amb el segell amb lletres i cercle negre, i al damunt les inicials sota les quals el nom complet del partit
- Bandera groga amb el segell amb lletres i cercle negre a la part superior i sota, en vertical, tres grans lletres, BDP, una sota l'altra.

I dues són banderes horitzontals:
- Bandera groga amb el segell amb lletres i cercle negre
- Bandera groga amb el segell amb lletres i cercle vermell

Al centre del segell hi ha un roure que en la cultura kurda és símbol de duresa, resolució i resistència.